# Pins-Justaret
Pins-Justaret – miejscowość i gmina we Francji, w regionie Oksytania, w departamencie Górna Garonna.
Według danych na rok 1990 gminę zamieszkiwały 3 303 osoby, a gęstość zaludnienia wynosiła 732 osób/km² (wśród 3020 gmin regionu Midi-Pyrénées Pins-Justaret plasuje się na 101. miejscu pod względem liczby ludności, natomiast pod względem powierzchni na miejscu 1529.).